# شهرستان اوریوپینسکی
شهرستان اوریوپینسکی (به لاتین: Uryupinsky District) یک شهرستان در روسیه است که در استان ولگوگراد واقع شده‌است.